# 4 × 100 meter stafett för damer i friidrott vid olympiska sommarspelen 2008
Damernas 4 x 100 meter vid olympiska sommarspelen 2008 ägde rum 21-22 augusti i Pekings Nationalstadion.

## Medaljörer
| Event         | Guld                                                            | Guld       | Silver                                                                                     | Silver | Brons                                                                           | Brons |
| 4 x 100 meter | Belgien Olivia Borlée Hanna Mariën Élodie Ouédraogo Kim Gevaert | 42,54 (NR) | Nigeria Ene Franca Idoko Gloria Kemasuode Halimat Ismaila Oludamola Osayomi Agnes Osazuwa* | 43,04  | Brasilien Rosemar Coelho Neto Lucimar de Moura Thaissa Presti Rosangela Santos* | 43,14 |

## Kvalsummering
Lagen gick vidare till följd av medeltalet av två kvaltider. Finland och Kuba gick vidare men drog sig ur och ersattes då av Nigeria och Thailand.
| Plats    | Land                | 2 lopp | 2 lopp     | 1     | 2     |
| Plats    | Land                | Totalt | Genomsnitt | 1     | 2     |
| -------- | ------------------- | ------ | ---------- | ----- | ----- |
| 1        | USA                 | 84,22  | 42,11      | 41,98 | 42,24 |
| 2        | Jamaica             | 84.71  | 42.36      | 42.01 | 42.70 |
| 3        | Ryssland            | 85.58  | 42.79      | 42.78 | 42.80 |
| 4        | Belgien             | 85.60  | 42.80      | 42.75 | 42.85 |
| 5        | Storbritannien      | 85.69  | 42.85      | 42.82 | 42.87 |
| 6        | Tyskland            | 86.25  | 43.13      | 43.08 | 43.17 |
| 7        | Ukraina             | 86.43  | 43.22      | 43.03 | 43.40 |
| 8        | Belarus             | 86.46  | 43.23      | 43.16 | 43.30 |
| 9        | Italien             | 86.48  | 43.24      | 43.04 | 43.44 |
| 10       | Frankrike           | 86.58  | 43.29      | 43.09 | 43.49 |
| 11       | Kina                | 86.65  | 43.33      | 43.26 | 43.39 |
| 12       | Polen               | 86.78  | 43.39      | 43.25 | 43.53 |
| —        | Finland             | 86.89  | 43.45      | 43.41 | 43.48 |
| 13       | Brasilien           | 86.90  | 43.45      | 43.36 | 43.54 |
| 14       | Trinidad och Tobago | 87.19  | 43.60      | 43.43 | 43.76 |
| —        | Kuba                | 87.26  | 43.63      | 43.46 | 43.80 |
| 15       | Thailand            | 87.30  | 43.65      | 43.38 | 43.92 |
| 16       | Nigeria             | 87.37  | 43.69      | 43.58 | 43.79 |
| Reserver |                     |        |            |       |       |
| 17       | Australien          | 87.53  | 43.77      | 43.62 | 43.91 |
| 18       | Japan               | 87.60  | 43.80      | 43.67 | 43.93 |
| 18       | Ghana               | 87.60  | 43.80      | 43.76 | 43.84 |

### Omgång 1
- Q innebär avancemang utifrån placering i heatet.
- q innebär avancemang utifrån total placering.
- DNS innebär att personen inte startade.
- DNF innebär att personen inte fullföljde.
- DQ innebär diskvalificering.
- NR innebär nationellt rekord.
- OR innebär olympiskt rekord.
- WR innebär världsrekord.
- WJR innebär världsrekord för juniorer
- AR innebär världsdelsrekord (area record)
- PB innebär personligt rekord.
- SB innebär säsongsbästa.

| Heat | Bana | Nation              | Löpare                                                                           | Resultat | Noteringar |
| ---- | ---- | ------------------- | -------------------------------------------------------------------------------- | -------- | ---------- |
| 2    | 7    | Jamaica             | Shelly-Ann Fraser, Sheri-Ann Brooks, Aleen Bailey, Veronica Campbell-Brown       | 42,24    | Q, SB      |
| 2    | 3    | Ryssland            | Jevgenia Poljakova, Aleksandra Fedoriva, Julija Gusjtjina, Julia Tjermosjanskaja | 42,87    | Q          |
| 1    | 7    | Belgien             | Olivia Borlée, Hanna Mariën, Élodie Ouédraogo, Kim Gevaert                       | 42,92    | Q, SB      |
| 1    | 9    | Storbritannien      | Jeanette Kwakye, Montell Douglas, Emily Freeman, Emma Ania                       | 43,02    | Q          |
| 1    | 5    | Brasilien           | Rosemar Coelho Neto, Lucimar de Moura, Thaíssa Presti, Rosangela Santos          | 43,38    | Q          |
| 1    | 8    | Nigeria             | Ene Franca Idoko, Gloria Kemasuode, Agnes Osazuwa, Oludamola Osayomi             | 43,43    | q, SB      |
| 1    | 6    | Polen               | Ewelina Klocek, Daria Korczyńska, Dorota Jędrusińska, Marta Jeschke              | 43,47    | q          |
| 2    | 4    | Tyskland            | Anne Möllinger, Verena Sailer, Cathleen Tschirch, Marion Wagner                  | 43,59    | Q          |
| 1    | 3    | Belarus             | Julija Nestsjarenka, Oksana Dragun, Nastasia Sjuljak, Anna Bagdanovitj           | 43,69    | SB         |
| 2    | 5    | Kina                | Tao Yujia, Wang Jing, Jiang Lan, Qin Wangping                                    | 43,78    |            |
| 2    | 9    | Thailand            | Sangwan Jaksunin, Orranut Klomdee, Jutamass Thavoncharoen, Nongnuch Sanrat       | 44,38    |            |
| 2    | 2    | Frankrike           | Myriam Soumaré, Muriel Hurtis-Houairi, Lina Jacques-Sebastien, Carima Louami     | DNF      |            |
| 1    | 4    | Italien             | Anita Pistone, Vincenza Calì, Giulia Arcioni, Audrey Alloh                       | DQ       |            |
| 2    | 6    | Trinidad och Tobago | Wanda Hutson, Kelly-Ann Baptiste, Ayanna Hutchinson, Semoy Hackett               | DNF      |            |
| 2    | 8    | Ukraina             | Natalia Pyhyda, Natalja Pohrebnjak, Irina Sjepetjuk, Oksana Sjtjerbak            | DQ       |            |
| 1    | 2    | USA                 | Angela Williams, Mechelle Lewis, Torri Edwards, Lauryn Williams                  | DQ       |            |

### Final
| Placering | Bana | Nation         | Löpare                                                                           | Resultat | Noteringar |
| --------- | ---- | -------------- | -------------------------------------------------------------------------------- | -------- | ---------- |
| 1         | 4    | Ryssland       | Jevgenia Poljakova, Aleksandra Fedoriva, Julija Gusjtjina, Julia Tjermosjanskaja | 42,31    | SB         |
| 2         | 5    | Belgien        | Olivia Borlée, Hanna Mariën, Élodie Ouédraogo, Kim Gevaert                       | 42,54    | NR         |
| 3         | 3    | Nigeria        | Ene Franca Idoko, Gloria Kemasuode, Halimat Ismaila, Oludamola Osayomi           | 43,04    | SB         |
| 4         | 8    | Brasilien      | Rosemar Coelho Neto, Lucimar de Moura, Thaíssa Presti, Rosangela Santos          | 43,14    | SB         |
| 5         | 9    | Tyskland       | Anne Möllinger, Verena Sailer, Cathleen Tschirch, Marion Wagner                  | 43,28    |            |
| 99        | 7    | Storbritannien | Jeanette Kwakye, Montell Douglas, Emily Freeman, Emma Ania                       | DNF      |            |
| 99        | 6    | Jamaica        | Shelly-Ann Fraser, Sherone Simpson, Kerron Stewart, Veronica Campbell-Brown      | DNF      |            |
| 99        | 2    | Polen          | Ewelina Klocek, Daria Korczyńska, Dorota Jędrusińska, Joanna Kocielnik           | DSQ      |            |